# Guadalupe (Santa Cruz da Graciosa)
Guadalupe é uma freguesia portuguesa do município de Santa Cruz da Graciosa, com 20,61 km² de área e 987 habitantes (censo de 2021). A sua densidade populacional é 47,9 hab./km².
A freguesia ocupa a região central e noroeste da ilha Graciosa, no arquipélago dos Açores, na área correspondente aos solos mais férteis e aplanados da ilha, razão pela qual foi durante a maior parte da história da Graciosa o seu principal centro de produção cerealífera e hortícola.

## Estrutura urbana e história
A freguesia de Guadalupe foi criada em 1644 pela desagregação da metade oeste do então concelho de Santa Cruz da Graciosa (que repartia o território da ilha com o concelho da Vila da Praia), até ali constituído por uma única paróquia, a de Santa Cruz da Graciosa. De terrenos férteis, o território que constitui a freguesia foi povoado durante os primeiros anos do século XVI a partir de Santa Cruz da Graciosa, com dadas que constituíam courelas, isto é longas e estreitas fileiras de campos demarcados por paredes paralelas, irradiando de norte para sul, estrutura fundiária que ainda domina a paisagem local.
A riqueza dos terrenos levou a que Guadalupe se constituísse no centro de produção cerealífera da ilha, com os terrenos a serem adquiridos pelas principais famílias de Santa Cruz da Graciosa. Pode-se assim afirmar que todas as grandes casas de Santa Cruz da Graciosa tiveram a sua raiz fundiária nos campos de Guadalupe. Com uma população que em meados do século XIX ultrapassou os 3 000 habitantes, foi durante a maior parte da história da Graciosa a mais populosa freguesia da ilha, ultrapassando as duas vilas.
A freguesia de Guadalupe é constituída por uma aglomerado de lugares, com uma estrutura de povoamento que pode ser caracterizada como pertencente ao tipo disperso orientado, que leva a que cada uma das povoações se aglomere ao longo das principais vias, mas mantendo a sua identidade própria. É assim uma freguesia de estrutura multipolar, em que as populações tradicionalmente se mantinham isoladas no lugar de residência, com igrejas ou capelas próprias, escolas e irmandades do Divino Espírito Santo independentes das restantes. Assim, a freguesia é mais uma entidade administrativa do que uma entidade sociológica, já que os habitantes tendem a aderir ao seu lugar e não à freguesia como um todo.
As principais localidades da freguesia são:
- Guadalupe, o centro da freguesia e a localidade onde se situa a igreja paroquial, situada no coração da planície das Courelas, a zona de terrenos mais férteis da ilha e uma das mais abrigadas e aprazíveis, com ligação direta à vila de Santa Cruz da Graciosa, que dista apenas 3 km, e ponto de convergência da rede viária do noroeste e centro da ilha. Fazem parte deste núcleo urbano os lugares de Pontal, de Barro Branco (este último com escola própria até 2003 e que inclui o lugar de Pé de Ladeira) e Feteira (parcialmente) , sitos ao longo do eixo viário que liga ao Guadalupe à freguesia da Luz, localmente conhecida como Sul, pelo vale formado entre a Serra das Fontes (a norte) e a  Serra Dormida (a sul).
- Vitória, um povoado que ocupa o extremo noroeste da ilha, anichado entre os cones vulcânicos do Pico das Bichas, Pico da Brasileira e Pico das Terças. A sua ermida situada na Beira-Mar da Vitória, dedicada a Nossa Senhora da Vitória, foi construída por volta de 1623 em comemoração de uma vitória dos graciosenses após um desembarque de  piratas que ocorreu a 19 de Maio de 1623 no desembarcadouro de Afonso do Porto (hoje Porto Afonso). O lugar teve até recentemente duas escolas primárias, ambas oferta de locais que fizeram fortuna no Brasil nos finais do século XIX.[3] Para além da Ermida de Nossa Senhora da Vitória, o curato da Vitória, instituído em 1886, dispõe da Igreja de Santo António, construída entre 1904 e 1907 com a contribuição da comunidade emigrada no Brasil e na América do Norte. Existem dois impérios, o da Beira-Mar da Vitória (1918) e o de Santo António da Vitória (1914). Junto à igreja encontra-se um antigo dragoeiro, provavelmente uma das árvores mais antigas da ilha. O lugar de Terra do Conde, celebrizado pelo vinho homónimo, integra a localidade da Vitória.
- Ribeirinha, uma localidade situada na encosta norte da Serra Branca, entre as localidades de Brasileira e Almas. É constituído por cinco núcleos de povoamento, correspondentes às vias que ali convergem (os lugares de Alto da Ribeirinha, Caldeiras,  Pedreiras, Esperança Velha e Grotas), tendo no seu centro a igreja de Nossa Senhora da Esperança (nova), com o seu largo anexo, com coreto (inaugurado a 30 de Julho de 1967), império do Divino Espírito Santo e a antiga escola primária (encerrada em 2003). A Igreja de Nossa Senhora da Esperança, construída em 1847 e ampliada em 1898, recebeu recentemente grandes melhoramentos. A irmandade do Divino Espírito Santo construiu recentemente um salão de festas equipado com cozinha tradicional, onde se realizam convívios de idosos, funcionando como centro cívico da comunidade. No lugar da Esperança Velha um cruzeiro assinala a localização da primitiva igreja do século XVII.
- Brasileira, um pequeno lugar situado num vale sobranceiro ao mar entre o Pico da Brasileira, Pico das Terças e o Pico das Caldeiras, constituindo o núcleo urbano menos estruturado da freguesia, inclui o lugar de Jorge Gomes . Sem ermida própria e sem nunca ter tido escola, funciona como um prolongamento da Ribeirinha. Nesta lugar despenhou-se a 13 de Julho de 1929 o avião Amiot 123 "Marszałek Piłsudski" pilotado pelo major aviador polaco Ludwik Idzikowski, que faleceu no local. O avião perdeu-se durante uma das primeiras tentativas de atravessar o Atlântico de leste para oeste, partindo da França com destino a New York. O local é assinalado por um cruzeiro.
- Almas, é uma localidade sito ao longo da via que liga Guadalupe às faldas da Serra Dormida. Teve escola primária própria (encerrada em 1993), tem a rmida de São Miguel Arcanjo dedicada no século XVIII, e um império datado de 1963. Esta localidade inclui os lugares de Tanque e Manuel Gaspar No lugar do Tanque existe um interessante reservatório de água, associado a três nascentes de água, com origens setecentistas, rodeado por um complexo de pias de lavagem de roupa, reflexo das graves dificuldades de abastecimento de água que se sentiram na ilha.

A igreja paroquial da freguesia situa-se na localidade de Guadalupe, o mais populoso e o mais próximo da vila de Santa Cruz da Graciosa. O nome da localidade, e da freguesia, tem origem numa ermida construída nas proximidades da atual igreja em meados do século XVI para albergar uma imagem trazida do México por Domingos Pires da Covilhã, um dos primeiros povoadores da localidade. A localidade foi elevada a sede de paróquia em 1602, com a invocação de Nossa Senhora de Guadalupe, autonomizando-se de Santa Cruz da Graciosa em 1644.
Os alicerces da atual igreja de Guadalupe foram começados a abrir a 15 de maio de 1713, sendo a primeira pedra benzida a 22 de Maio daquele ano. Contudo, a igreja levou 43 anos a construir, já que a primeira missa apenas foi nela celebrada a 5 de agosto de 1756. Esta inusitada demora deveu-se à grande crise sísmica de 1717, que provocou a destruição generalizada das casas da freguesia (e da vizinha freguesia da Luz), atrasando as obras e drenando recursos, já que os guadalupenses se viram a braços com a necessidade de reconstruir as suas casas.
A crise sísmica de 1717 deu origem a um voto popular, ainda hoje cumprido no dia 24 de maio de cada ano, de realizar uma procissão, denominada a Procissão dos Abalos, com a imagem de Nossa Senhora de Guadalupe entre a respetiva igreja e a ermida de Nossa Senhora d’Ajuda, no monte sobranceiro à vila de Santa Cruz da Graciosa, onde é celebrada missa, regressando depois o cortejo à igreja de Guadalupe. Esse voto deu origem a um feriado local, já que toda a ilha para na manhã do dia da procissão, que depois do terramoto de 1980 voltou a ganhar grande fervor popular.
A fertilidade dos campos e o aplainado do terreno levou a que o povoamento da região que hoje constitui a freguesia de Guadalupe fosse rápida, desenvolvendo-se a ocupação dos solos, em regime de dadas controladas pelo capitão do donatário, desde os finais do século XV até cerca de 1550. A partir daí a população cresceu ao ponto de fazer da freguesia a mais populosa da ilha, para apenas declinar na segunda metade do século XX, resultado da pobreza que se instalara e da consequente emigração para os Estados Unidos.

## Demografia
A população registada nos censos foi:
| Distribuição da População por Grupos Etários | Distribuição da População por Grupos Etários | Distribuição da População por Grupos Etários | Distribuição da População por Grupos Etários | Distribuição da População por Grupos Etários |
| -------------------------------------------- | -------------------------------------------- | -------------------------------------------- | -------------------------------------------- | -------------------------------------------- |
| Ano                                          | 0-14 Anos                                    | 15-24 Anos                                   | 25-64 Anos                                   | > 65 Anos                                    |
| 2001                                         | 202                                          | 187                                          | 601                                          | 316                                          |
| 2011                                         | 140                                          | 127                                          | 570                                          | 259                                          |
| 2021                                         | 141                                          | 81                                           | 533                                          | 232                                          |

## Associações culturais, recreativas e desportivas com sede na freguesia
- Acabaig - Associação de Criadores e Amigos do Burro Anão da Ilha Graciosa
- Agrupamento de Escuteiros 944 de Guadalupe
- Associação de Agricultores da Graciosa
- Associação de Solidariedade Social O Farol
- Associação dos Músicos da Ilha Branca
- Associação Intercultural Cross-Over
- Casa do Povo de Guadalupe (Grupo Folclórico da Casa do Povo de Guadalupe)
- Clube Central Recreativo - Sporting Clube de Guadalupe
- Clube Recreativo do Barro Branco (desativado)
- Coro de Nossa Senhora de Guadalupe
- Filarmónica União Progresso de Guadalupe
- Irmandade do Espírito Santo de Nossa Senhora da Esperança
- Sociedade Recreativa da Vitória

## Património edificado
Arquitetura religiosa:

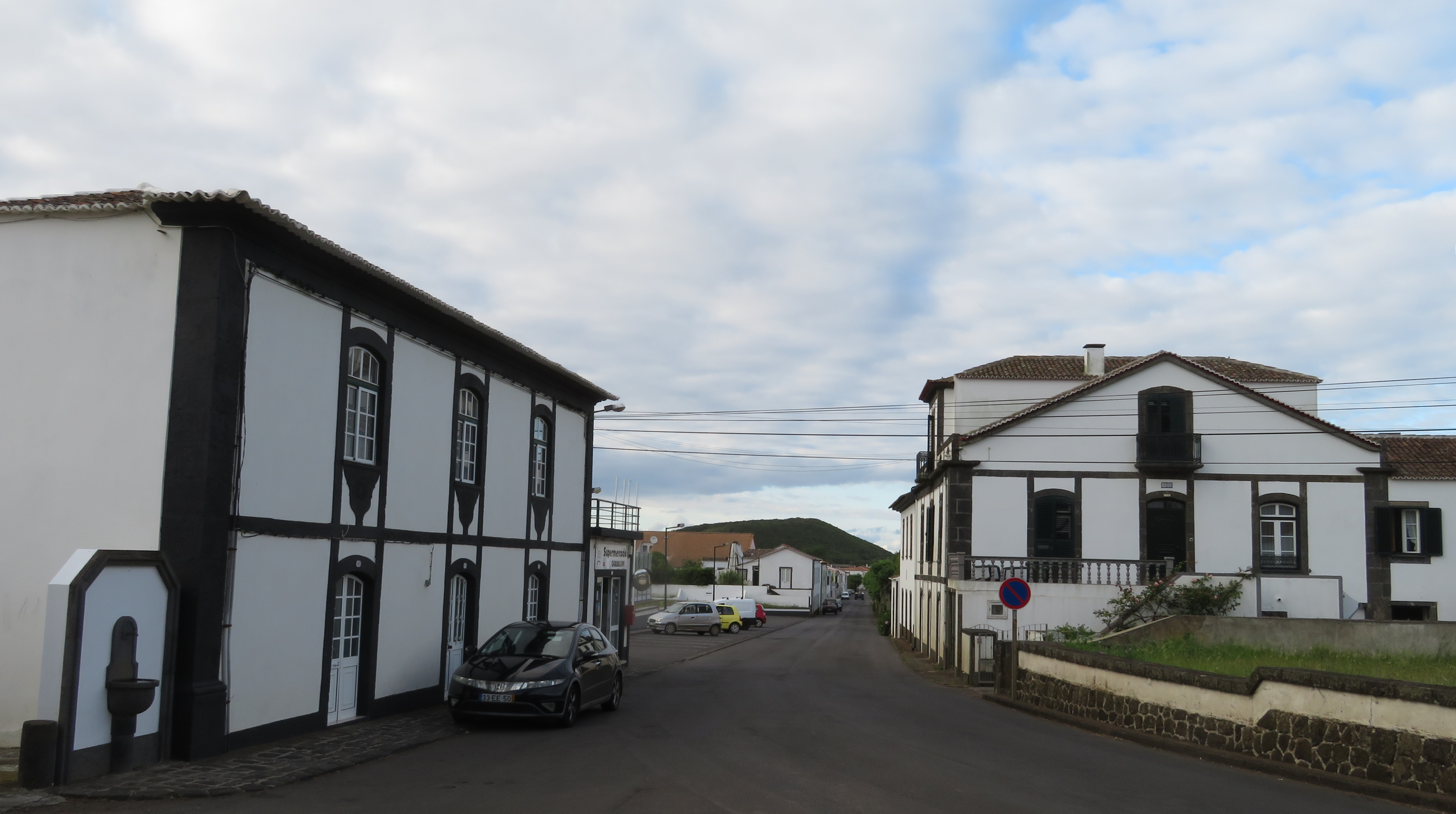
Casas de habitação do XIX século, Caminho da Igreja

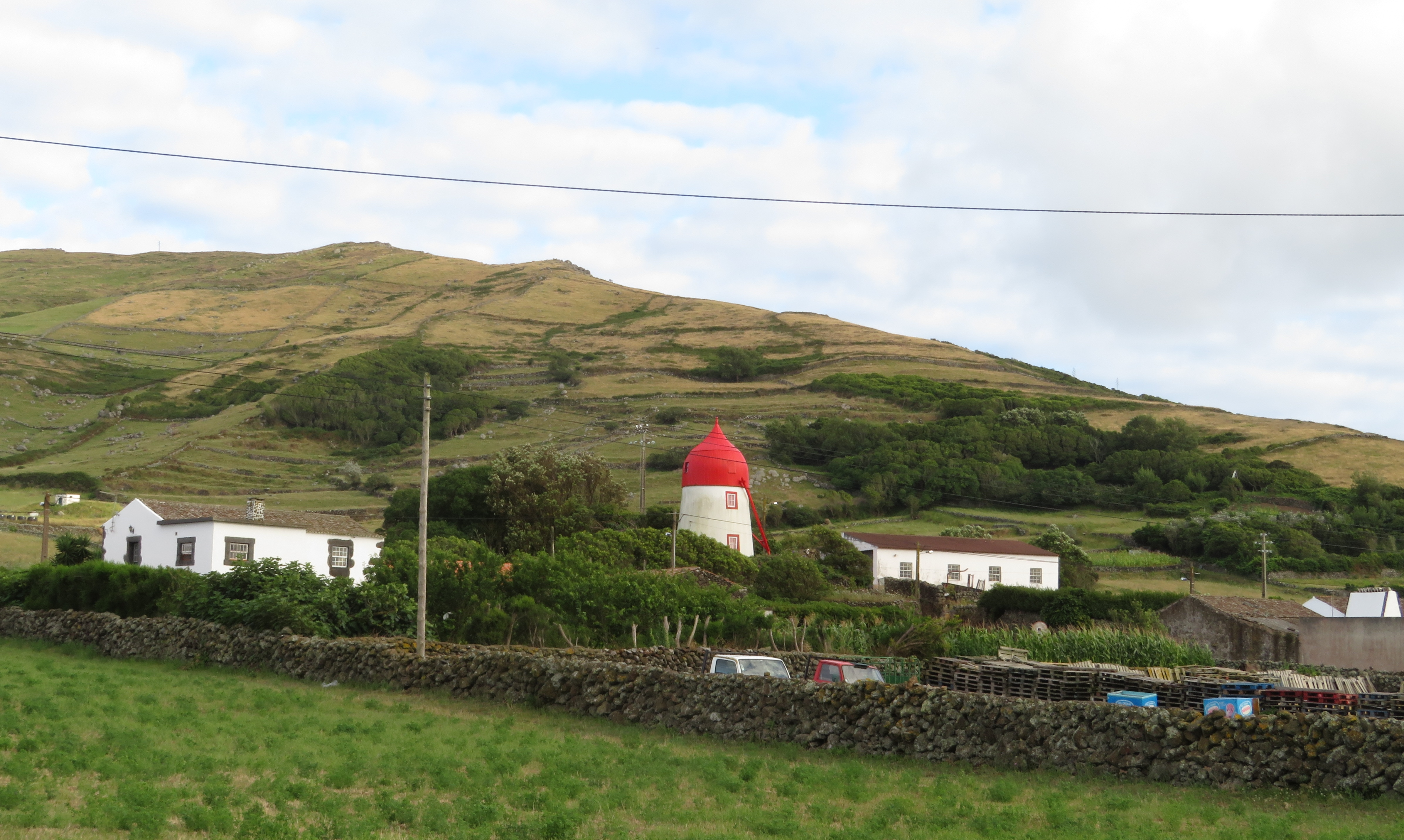
Moinho do Caminho da Igreja, Guadalupe

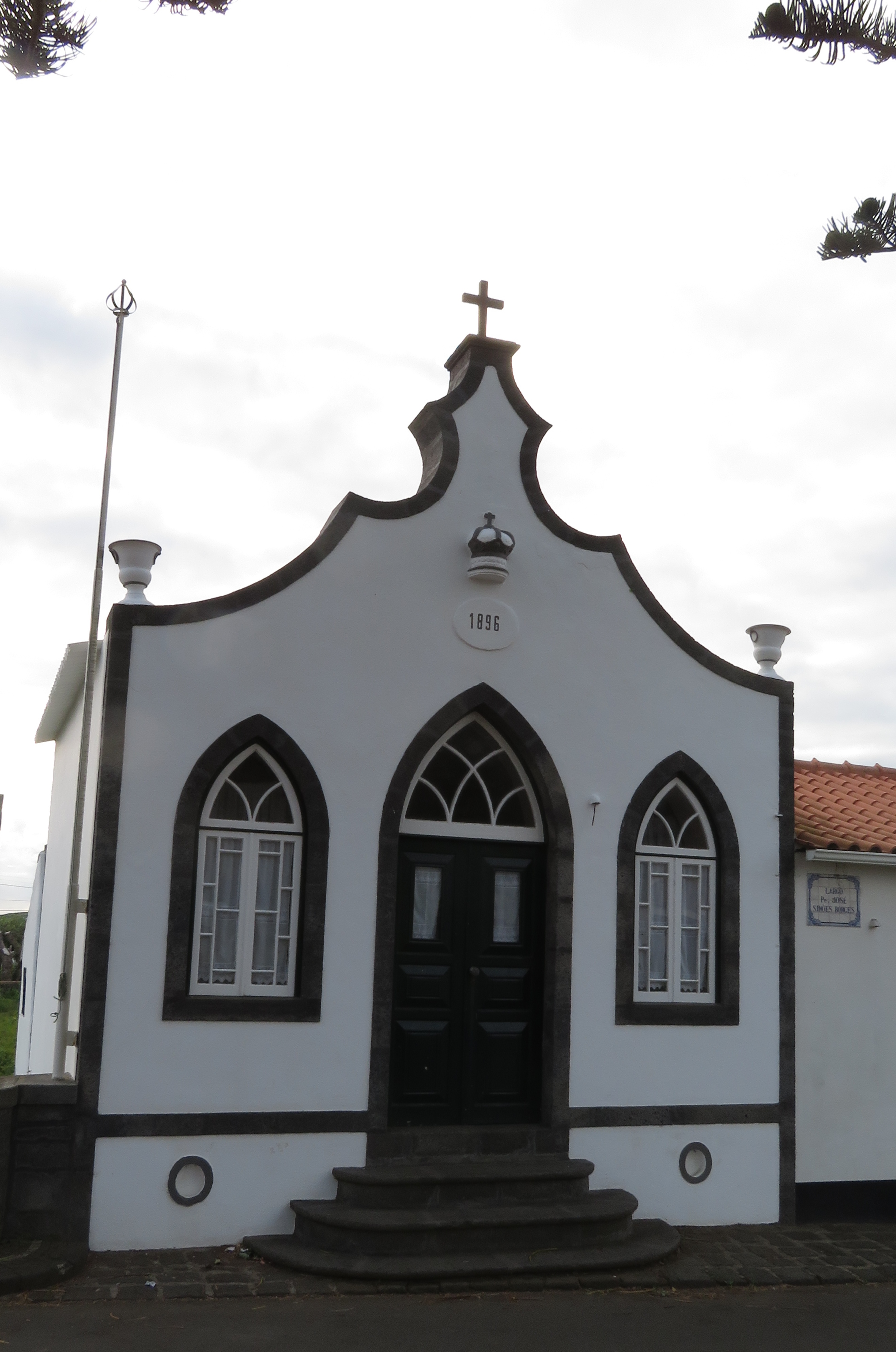
Império do Espírito Santo de Guadalupe

- Igreja de Nossa Senhora da Esperança (Ribeirinha)
- Igreja de Nossa Senhora de Guadalupe (Guadalupe)
- Igreja de Santo António (Vitória)
- Ermida de Nossa Senhora da Vitória (Vitória)
- Ermida de São Miguel Arcanjo (Almas)
- Império do Espírito Santo de Santo António (Vitória)
- Império do Espírito Santo da Beira Beira-Mar (Vitória)
- Império do Espírito Santo da Ribeirinha (Ribeirinha)
- Império do Espírito Santo das Almas (Almas)
- Império do Espírito Santo de Guadalupe (Guadalupe)

Arquitetura popular:
- Casa Tradicional de Guadalupe, casa museu (Guadalupe)
- Moinho da Canada da Missa (Almas)
- Moinho da Canada das Eiras (Almas)
- Moinho do Alto da Ribeirinha (Ribeirinha)
- Moinho do Beira-Mar da Vitória (Vitória)
- Moinho do Caminho da Igreja (Guadalupe)
- Moinho do Caminho das Caldeiras (Ribeirinha)
- Moinho do Manuel da Rita (Vitória)
- Casas de habitação do XIX século no Caminho da Igreja[6]

“Arquitetura da água” graciosense:
- Chafariz do Barro Branco (Guadalupe)
- Chafariz do Caminho do Pontal (Guadalupe)
- Chafariz do Caminho Manuel Gaspar (Manuel Gaspar)
- Poço do Ratinho (Guadalupe)
- Poço Novo (Guadalupe)
- Poço Velho (Guadalupe)
- Poços (tanques), no caminho dos Poços (Ribeirinha)
- Tanque da Canada das Bicas (Guadalupe)
- Tanque da Carreira Aberta (Ribeirinha)
- Tanque da Feteira (Guadalupe)
- Tanque da Fonte do Pontal (Guadalupe)
- Tanque do Pontal (Guadalupe)
- Tanque Velho, “casa das lavadeiras” e tanque aberto do Tanque (Almas)

## Património natural
- Caldeirinha de Pêro Botelho
- Pico dos Barcelos
- Pico da Brasileira
- Pico da Caldeirinha
- Pico das Bichas
- Pico das Caldeiras
- Pico das Terças
- Pico Timão
- Porto Afonso
- Redondo
- Serra Branca
- Serra das Fontes
- Serra Dormida
- Piscinas naturais dos Poceirões